# Kỳ trung gian

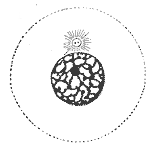
Một minh họa kì trung gian. Chất nhiễm sắc vẫn chưa co lại, và tế bào đang trải qua các hoạt động bình thường.

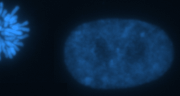
Hình ảnh chụp nhân tế bào (HT1080) hiện đang trải qua kì trung gian (có khả năng là G1). Ghi chú: Tế bào chất của tế bào này hoặc là tế bào bên cạnh thì không thấy rõ (trên cùng bên trái), thứ hiện đang trải qua kì cuối của nguyên phân. Ảnh chụp bằng kính hiển vi quang học và phương pháp nhuộm DNA DAPI.

Kì trung gian hay gian kỳ là một pha trong chu kỳ tế bào mà một tế bào thông thường trải qua phần lớn sự sống của nó. Trong pha này, tế bào sao chép DNA của nó để chuẩn bị cho nguyên phân. Kỳ trung gian là 'cuộc sống thường nhật' hay còn gọi là pha trao đổi chất của tế bào, trong đó tế bào lấy chất dinh dưỡng và tiến hành trao đổi chất, phát triển, đọc DNA của nó, và thực hiện các chức năng tế bào "thông thường" khác. Đa số tế bào nhân thực dành hầu hết thời gian của chúng ở kỳ trung gian. Kỳ này trước đây được gọi là pha nghỉ. Tuy nhiên, kỳ trung gian không mô tả một tế bào chỉ đơn thuần đang nghỉ ngơi; thay vào đó, tế bào đang sống, và đang chuẩn bị cho việc phân chia tế bào sẽ diễn ra sau đó, vậy nên cái tên đã được thay đổi. Tồn tại một quan niệm sai lầm là kỳ trung gian là giai đoạn đầu tiên của nguyên phân. Tuy nhiên, vì nguyên phân là quá trình phân chia nhân tế bào nên kì đầu thực ra mới là giai đoạn đầu tiên.
Trong kì trung gian, tế bào chuẩn bị cho nguyên phân hoặc giảm phân. Tế bào sinh dưỡng, hoặc các tế bào lưỡng bội bình thường của cơ thể, trải qua nguyên phân để có thể tự sinh sản thông qua quá trình phân chia tế bào, trong khi đó tế bào mầm phôi lưỡng bội (ví dụ như tinh bào cơ bản và tế bào trứng cơ bản) trải qua nguyên phân để tạo ra giao tử đơn bội (tinh trùng và trứng) nhằm mục đích sinh sản lưỡng tính. Nhiễm sắc thể được sao chép.

## Các giai đoạn của kì trung gian
Có ba giai đoạn của kì trung gian của tế bào, mỗi pha kết thúc khi một điểm kiểm soát chu kỳ tế bào kiểm tra độ chính xác của việc hoàn thành giai đoạn trước khi chuyển sang giai đoạn tiếp theo. Các giai đoạn của kì trung gian bao gồm:
- G1 (Gap 1), trong giai đoạn này tế bào phát triển và hoạt động bình thường. Trong khoảng thời gian này, một số lượng lớn quy trình tổng hợp protein diễn ra và tế bào phát triển (khoảng gấp đôi kích thước ban đầu) – nhiều bào quan được sản sinh ra hơn và thể tích tế bào chất tăng lên. Nếu tế bào không được phân chia lần nữa, nó sẽ bước vào G0.[3]
- Synthesis (S), trong giai đoạn này tế bào nhân đôi DNA của nó (thông qua sự sao chép bán bảo toàn).
- G2 (Gap 2), trong giai đoạn này tế bào tiếp tục phát triển để chuẩn bị cho quá trình phân chia. Trung thể phân đôi và tế bào tiếp tục phát triển tới khi nguyên phân bắt đầu. Trong thực vật, lục lạp cũng phân chia trong giai đoạn G2.
- Thêm vào đó, một số tế bào mà không thường hoặc không bao giờ phân chia thì bước vào một giai đoạn gọi là G0 (Gap zero), giai đoạn này hoặc là một giai đoạn tách biệt khỏi kì trung gian, hoặc là một giai đoạn G1 kéo dài.